# 타보라주

타보라 주의 위치

타보라주(Tabora)는 탄자니아 북서부에 위치한 주로, 주도는 타보라이며 면적은 76,151km2, 인구는 1,717,908명(2002년 기준)이다. 북쪽으로는 시니앙가 주, 동쪽으로는 싱기다 주와 인접해 있으며 남쪽으로는 므베야 주, 남서쪽으로는 루콰 주, 북서쪽으로는 키고마 주와 인접해 있다.